# Fuga in Egitto (Bruegel)

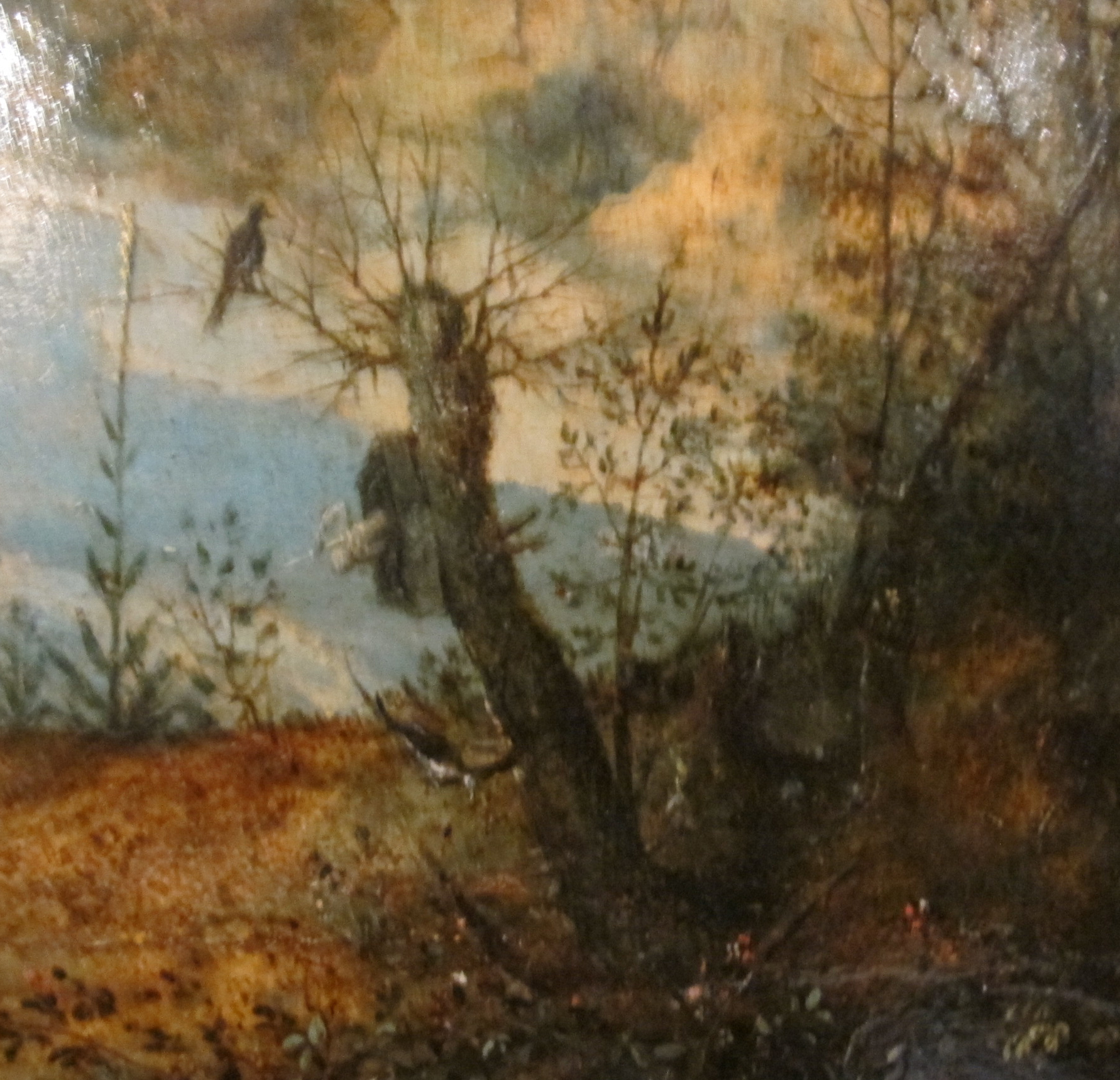
Dettaglio

La Fuga in Egitto è un dipinto olio su tavola (37x55,5 cm) di Pieter Bruegel il Vecchio, datato 1563 e conservato nella Courtauld Gallery di Londra. È firmato "BRVEGEL MDLXIII".

## Storia
Si tratta dell'unica opera sicuramente appartenuta al cardinale Antoine Perrenot de Granvelle, amministratore dei Paesi Bassi per Carlo V e collezionista d'arte. Si trova infatti menzionata nell'inventario del 1607. Dopo vari passaggi di proprietà fu messa all'asta a Londra nel 1939 e acquistata dall'Istituto Courtauld.

## Descrizione e stile
La data conferma la vicinanza al "trittico" di ispirazione boschiana, capolavori come Greta la pazza, la Caduta degli angeli ribelli e il Trionfo della Morte, e rappresentò forse una divagazione nell'itinerario creativo dell'artista, che si concentrò soprattutto sullo studio del paesaggio, che domina l'intera composizione. La Sacra Famiglia, con Giuseppe che tira l'asino su cui viaggia Maria col Bambino, è infatti relegata a una stretta fascia in primo piano, mentre scendono la ripa di un declivio affacciato sulla foce di un fiume tra speroni rocciosi, costellata qua e là dalla presenza umana, soprattutto con la cittadina portuale murata. Il senso del movimento delle figure è dato oltre che dalla posa dell'asino, dalla posizione di spalle di Giuseppe, che sta compiendo una torsione per guidare l'animale nella foresta. Questa impostazione delle figure sarà poi ripresa nell'opera il Censimento di Betlemme (1566). I protagonisti, nonostante le piccole dimensioni, vengono fatti risaltare grazie all'uso di colori in contrasto con lo sfondo: la veste grigia di Giuseppe sull'ombrosa foresta e il manto rosso di Maria sulla falda acquifera, posto inoltre al convergere delle linee di forza del doppio declivio del primo piano.
A destra, sempre in primo piano, sta appesa a un albero secco un'edicola con un idolo rovesciato, simbolo della vittoria di Cristo sul paganesimo, un motivo presente già nei Vangeli apocrifi.
La veduta si ispira ai paesaggi alpini visti nel viaggio del 1522 circa, con una consistenza ariosa e umida del paesaggio, reso amplificando gli effetti atmosferici e di luce. L'orizzonte è alto, alla fiamminga, e caratterizzato dalla luce dell'alba, che bilancia, coi toni chiari e azzurri, la massa scura e carica della montagna a sinistra.